# Jean-Claude Gorgy
Pour les articles homonymes, voir Gorgy.
Jean-Claude Gorgy (ou Gorjy) est un romancier et auteur dramatique français né le 19 novembre 1753 à Fontainebleau, mort en 1795 à Pinceloup, hameau de Sonchamp, près de Rambouillet.

## Biographie
Jean-Claude Gorgy est le fils d'un valet de chambre du comte de Maillebois.
Il devient lui-même secrétaire du comte: il l'est encore en 1775-1777. En 1785, il est « secrétaire de Mesdames de France » quand il accompagne Sophie de la Roche dans sa visite du Louvre. À la veille de la Révolution, il est protégé par M. de la Villeurnoy, le maître des requêtes Charles Honoré Berthelot de Villeurnoy (1749-1799) ou son frère cadet Charles Hyppolite de Berthelot, vicomte de la Villeurnoy (1752-1826), ou leur père.

## Œuvres
- Nouveau voyage sentimental, Bastien, 1784.
- Les torts apparents, ou La famille amériquaine, comédie en prose et en trois actes, représentée pour la première fois à Paris, sur le théâtre du Palais-royal, le 15 mars 1787, Cailleau, 1787.
- Blançay, par l'auteur du Nouveau Voyage sentimental, Chez Guillot, à Londres & se trouve à Paris 1788, 2 parties en un Vol. in 16.
- Mémoire sur les dépôts de mendicité, dédié à M. Bailly, maire de Paris, Guillot, 1789.
- Victorine, par l'auteur de Blançay, Guillot, 1789.
- Lidorie, ancienne chronique allusive, publiée par l'auteur de Blançay, Guillot, 1790.
- Tablettes sentimentales du bon Pamphile, pendant les mois d'août, septembre, octobre et novembre, en 1789, Guillot, 1791.
- ’Ann’quin bredouille, ou le Petit cousin de Tristram Shandy, œuvre posthume de Jacqueline Lycurgues, Guillot, Cuchet, 1791-1792 (lire en ligne : vol.1 , vol.2 , vol.4 , vol.5 )

### Édition récente
- Ann' Quin Bredouille ou Le petit cousin de Tristam Shandy, 1791-1792, édition présentée et annotée par Huguette Krief, H. Champion, 2012